# Láng Éva
Láng Éva, született Königsberg Éva (Budapest, 1925. április 10. – 2013) magyar költő, újságíró.

## Életpályája
Königsberg Arnold (1891–1956) magántisztviselő és Vámos Ilona (1898–1961) lánya. Tanulmányait a budapesti Református Skót Misszió Intézetében kezdte és a Jaschik Álmos grafikai szakintézetben fejezte be. Ezután elvégezte a MÚOSZ Újságíró Iskolát. 1991-1992 között tervezőszerkesztő végzettséget szerzett.
1967-1985 között az Egészségügyi Dolgozó című lap munkatársa, tervezőszerkesztője volt.
1989 után családi dokumentumok alapján indítványozta Giorgio Perlasca háború alatti embermentő tevékenységének elismerését.
1993-ban Jeles András Senkiföldje című filmjének egyik főszereplője volt. 
Férje Láng Pál volt, akivel 1944-ben a Terézvárosban kötött házasságot. 

## Művei
- Eva Lang, A nyomtalan nyomában, Szikra, 1985, ISBN 9631529770.
- Eva Lang, Ki fogja elbeszélni, Pallas Lap- és Könyvkiadó Vállalat, 1990, ISBN 9632722833.
- Eva Lang, Mókuskerék, Mediant, 1993, ISBN 9638263008.
- Eva Lang, Elkésett köszönet (költemény), in Tiszteletadás Angel Sanz-Briznek Spanyolország ügyvivőjének Magyarországon (1942-1944), Magánkiadás, 1994.
- Eva Lang, Köldökzsinóron, Mediant, 1997, ISBN 9638263067.
- Eva Lang, Nincs kivétel, Tevan, 2003, ISBN 9637278826.
- Eva Lang, A Holocaust Poem, Contemporary Review, 2003.

## Díjai, elismerései
- A Nagy Lajos Irodalmi és Művészeti Társaság költészeti díja (1997)
- Az Aquincumi Költőverseny “Babérkoszorú az ezüstszalaggal” díja (1998)
- A Nagy Lajos Irodalmi és Művészeti Társaság novellapályázatának első díja (1998)